# جيرت غونتر هوفمان
جيرت غونتر هوفمان (بالألمانية: Gert Günther Hoffmann)‏ هو ممثل ألماني، ولد في 21 فبراير 1929 في ألمانيا، وتوفي بنفس المكان في 17 نوفمبر 1997.

## وصلات خارجية
- جيرت غونتر هوفمان على موقع IMDb (الإنجليزية)
- جيرت غونتر هوفمان على موقع ألو سيني (الفرنسية)
- جيرت غونتر هوفمان على موقع ميوزك برينز (الإنجليزية)
- جيرت غونتر هوفمان على موقع أول موفي (الإنجليزية)
- جيرت غونتر هوفمان على موقع قاعدة بيانات الأفلام السويدية (السويدية)
- جيرت غونتر هوفمان على موقع ديسكوغز (الإنجليزية)
- جيرت غونتر هوفمان على موقع قاعدة بيانات الفيلم (الإنجليزية)
- جيرت غونتر هوفمان على موقع كينوبويسك (الروسية)